# Chicago Rapid Transit
Le Chicago Rapid Transit (CRT) est une ancienne compagnie de métro de la ville de Chicago (Illinois). 
Créée en 1924 afin d'unifier le service des quatre compagnies existantes, elle est née d'un consortium de 1911 dans lequel il fut conclu qu'en gardant chacune leur actif, elles collaboreraient activement afin d'offrir un service plus complet aux passagers.
Le Chicago Rapid Transit a été englobé dans la Chicago Transit Authority (CTA) lors de sa faillite en 1947.

## Historique

### Unification sous leChicago Elevated Railway
Alors que pour beaucoup, le métro de Chicago (‘L’) desservait déjà l'ensemble de la ville et qu'on ne voyait à l'époque pas d’extensions majeures à réaliser, il fut décidé sous l'impulsion de l'homme d'affaires Charles Tyson Yerkes, actionnaire dans deux des quatre compagnies de métropolitain de Chicago, de se réunir afin d'unifier les forces en présence et offrir des améliorations notoires aux passagers qui devaient payer chaque correspondance entre les services. 
Maintes fois repoussée, la réunion de conciliation eut finalement lieu en juin 1911 après le départ de Charles Tyson Yerkes de Chicago et dont l'impact sur la Northwestern Elevated n'était que très peu apprécié des autres actionnaires des autres sociétés. C'est l'homme d'affaires Samuel Insull, un autre magnat du transport ferroviaire, qui prit le relais et c'est sous son égide que les quatre compagnies décidèrent de travailler main dans la main sous le nom de Chicago Elevated Railway (CER). Le président de la Metropolitan West Side Elevated Railroad, Britton I. Budd en est nommé président exécutif afin d'en garantir l'équité.
C'est sous la CER que de nombreux changements importants ont été réalisés : 
En 1913, le projet « Crosstown » fut mis en place, acheminant des rames de Linden à Ashland/63rd ou de Kimball à Cottage Grove par exemple. 
La même année, il est décidé que les rames de la Metropolitan West Side Elevated et de la Lake Street Elevated partageraient les mêmes voies (comme à Ashland par exemple) afin d'offrir de nouvelles correspondances entre elles. 
En 1919, l'investisseur Samuel Insull, qui possédait également plusieurs lignes interurbaines à Chicago, Milwaukee et sur le nord de l'agglomération, ouvrit le service inter rail permettant aux rames de rouler sans discontinuer d'un point à l'autre de Chicago à Milwaukee et ce sans transfert physique ni revalidation d’un titre de transport pour les passagers.

### Fusion et création du Chicago Rapid Transit

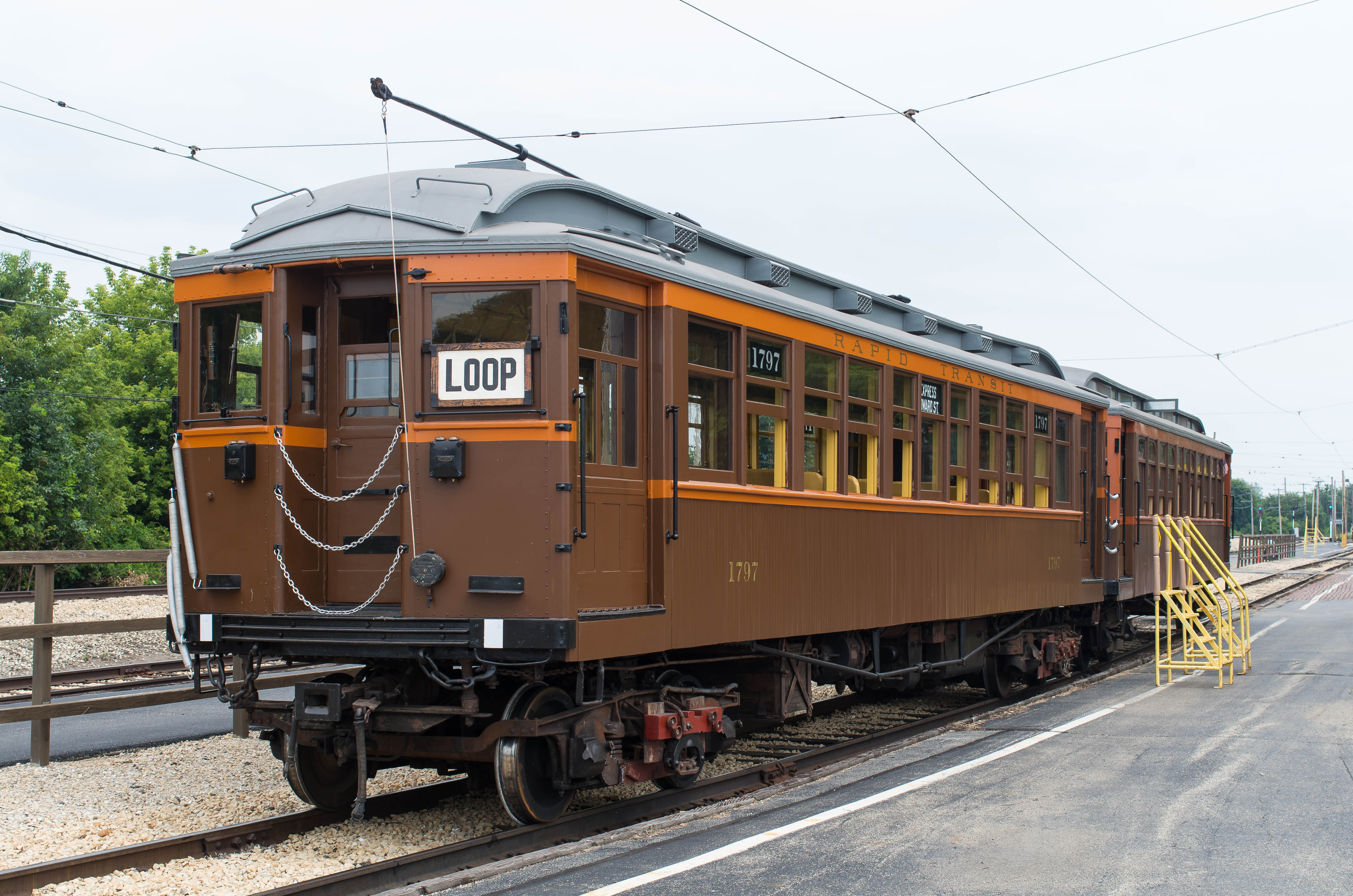
Une rame du Chicago Rapid Transit exposée à l'Illinois Railway Museum.

En 1924, Samuel Insull a réalisé que dans un souci de longévité le système du ‘L’ devait être complètement consolidé entrainant la fusion complète des actifs des quatre compagnies sous le nom de Chicago Rapid Transit Company. 
Le réseau du ‘L’ poursuivit ainsi sa croissance sous une même société. Samuel Insull annexa notamment les voies du Skokie Swift (ligne jaune du métro de Chicago) afin de poursuivre la desserte vers le nord de l'agglomération en 1925.
La même année, les rames de la Garfield Park Branch continuent vers l'ouest en direction de la ville de Westchester avant d’atteindre celle de Mannheim en 1930. 
Le réseau dans son ensemble comprenait à cette époque 360 kilomètres de voies exploitées par 5300 rames, fréquentée par 620 000 passagers quotidiens sur 227 stations à travers l'agglomération de Chicago et de Milwaukee. 
Cette période faste prit fin en 1932 lorsque l'empire de Samuel Insull s'effondra progressivement à la suite du krach de 1929, dans lequel il perdit une partie de sa fortune personnelle.

### Construction du métro souterrain
À plusieurs reprises, la ville de Chicago avait proposé d'enfouir certains tronçons de métro dans le sol mais elle avait à chaque fois reculé devant des coûts de construction trop élevés. 
C'est finalement sous le Chicago Rapid Transit et grâce aux fonds fédéraux libérés par le programme New Deal du président des États-Unis Franklin Delano Roosevelt que les projets de deux tunnels furent approuvés en 1937.
Les travaux débutèrent en 1938 sur le chantier du State Street Subway et en 1939 sur le Milwaukee-Dearborn Subway. Les plans prévirent de creuser dans l'argile bleue en suivant le tracé des tunnels de fret lesquels servirent à l'enlèvement des débris d'excavation grâce à la Chicago Tunnel Company (CTC). Ces tunnels disparurent au fur et à mesure de l'avancement de ces lignes de métro au gabarit plus large.
La construction fut donc difficile en raison des sols argileux et sablonneux à certains endroits et sablonneux à d'autres, si bien qu'il fut décidé d'interrompre la construction du Milwaukee-Dearborn Subway afin d'affecter toutes les matières en pénurie lors de la Seconde Guerre mondiale au State Street Subway considéré comme prioritaire. 
Ce dernier fut inauguré en 1943 tandis que le second ne verra le jour qu'en 1951 après la reprise du Chicago Rapid Transit par la Chicago Transit Authority (CTA).

### Faillite et création de la Chicago Transit Authority
En proie à de grosses difficultés financières après avoir investi beaucoup d’argent dans la construction des deux tunnels de métro, le Chicago Rapid Transit fut, comme le Chicago Surface Lines (gestionnaire du réseau de tramways) mis sous tutelle de la ville dès 1945 avant que cette dernière ne décide de créer une nouvelle compagnie, la Chicago Transit Authority qui dès 1947 reprit toutes les actifs du Chicago Rapid Transit mais aussi de toutes les autres compagnies de transport de Chicago.